# Zbigniew Makomaski
Zbigniew Antoni Makomaski (ur. 11 lipca 1931 w Uniszkach Zawadzkich) – polski lekkoatleta, olimpijczyk.

## Osiągnięcia
Był biegaczem, członkiem Wunderteamu. Był znany przede wszystkim ze startów w biegach na 400 metrów oraz 800 metrów, ale odnosił sukcesy także w biegach płotkarskich.
Najbardziej znanym osiągnięciem sportowym Makomaskiego jest zwycięstwo w biegu na 800 metrów podczas meczu reprezentacji Polski i Stanów Zjednoczonych 2 sierpnia 1958, kiedy to pokonał mistrza olimpijskiego z Melbourne w 1956 Toma Courtneya.
Startował w biegu na 800 metrów na igrzyskach olimpijskich w 1960 w Rzymie, ale odpadł w ćwierćfinale. Podczas mistrzostw Europy w 1954 w Bernie wystąpił w sztafecie 4 × 400 metrów (bez sukcesów), a w następnych mistrzostwach w 1958 w Sztokholmie był czwarty w biegu na 800 metrów i szósty w sztafecie 4 × 400 metrów. Na akademickich mistrzostwach świata w Budapeszcie w 1954 zdobył srebrny medal w sztafecie 4 × 400 metrów, a w biegu na 400 metrów indywidualnie był szósty. Zajął drugie miejsca w obu tych konkurencjach podczas Międzynarodowych Igrzysk Sportowych Młodzieży w Warszawie w 1955.
Był mistrzem Polski w biegu na 200 metrów przez płotki w 1953, w biegu na 400 metrów przez płotki także w 1953 oraz w sztafecie 4 × 400 metrów w 1954, 1955 i 1958. W 1958 zdobył wicemistrzostwo Polski w biegu na 400 metrów oraz w 4 × 100 metrów. Wystąpił w 25 meczach reprezentacji Polski odnosząc 12 zwycięstw indywidualnych. Ustanawiał rekordy Polski w biegu na 400 metrów (47,7 25 czerwca 1955 w Moskwie), w biegu na 800 metrów (1:46,7 2 sierpnia 1958 w Warszawie) i w sztafecie 4 × 400 metrów (3:08,7 7 września 1957 w Warszawie). Był zawodnikiem klubów z Olsztyna: Związkowca, Kolejarza i Ogniwa, a także (przez większą część kariery) z Warszawy: Ogniwa i Sparty.

## Rekordy życiowe
- bieg na 400 metrów – 47,3 s. (6 lipca 1957, Budapeszt)
- bieg na 800 metrów – 1:46,7 s. (2 sierpnia 1958, Warszawa)[6]
- bieg na 400 metrów przez płotki – 55,0 s. (32 października 1953, Jena)